# Gambrinus-Tänze
Gambrinus-Tänze ist ein Walzer von Johann Strauss (Sohn) (op. 97). Das Werk wurde am 7. Juli 1851 in Denglers Bierhalle Fünfhaus (Wien) erstmals aufgeführt.